# Menachem Mendel Schneersohn
Menachem Mendel Schneersohn (ou Menachem Mendel , ou ainda Tzemach Tzedek) (1789 - 1866) foi um rabino ortodoxo e o terceiro rebe (líder chassídico  hereditário) da dinastia Chabad Lubavitch.